# Règle des 72
La règle des 72 ou règle des 70 est une méthode pour estimer le temps de doublement d'une grandeur qui croît avec un taux de croissance constant (par exemple un capital ou une population). Elle est notamment utilisée en finance.
Le temps de doublement peut être approximé en divisant 70 ou 72 par le taux de croissance en pourcentage. Par exemple, un taux de croissance de 2 % par an résulte en un doublement tous les 35 ans.

## Énoncé
La règle des 72 peut s'énoncer ainsi :

Si un capital est placé au taux d'intérêt de t % par période (en général, années), il faut 72/t périodes pour le doubler.
Par exemple, pour un taux à 4 % par an, il faut environ 72/4 = 18 ans pour le doubler ; à 6 % il faut environ 12 ans, etc.

## Histoire
Cette règle remonte à la Renaissance, elle est notamment présente dans Summa de arithmetica, geometria, de proportioni et de proportionalita (Venise, 1494) de Luca Pacioli.

## Justification et discussion
La règle des intérêts composés dit que si un capital est placé sur n périodes au taux fixe t, il est multiplié par {\displaystyle (1+t)^{n}}. 
S'il est doublé, alors on obtient {\displaystyle (1+t)^{n}=2}. 
En prenant le logarithme naturel de chaque membre, il vient {\displaystyle n\times \ln(1+t)=\ln 2=0{,}693\dots }. 
Si le taux t est très petit devant 1, on peut faire l'approximation {\displaystyle \ln(1+t)\approx t}. 
Ainsi, {\displaystyle n\approx 0{,}693/t}, et si t est exprimé en %, {\displaystyle n\approx 69{,}3/t}.
La valeur arrondie 70 devrait donc être utilisée quand le taux d'intérêt est très faible, compris entre 0,5 % et 3 %.
La valeur 72 qui a donné son nom à la règle fonctionne mieux pour des taux d’intérêts compris entre 5 % et 10 %. Le nombre 72 ayant de nombreux diviseurs, le calcul mental est plus simple dans ce cas.
La valeur 108 fonctionne sur le même principe pour un triplement de la valeur de base, le logarithme naturel de 3 étant proche de 1,099.

## Autres applications
Cette règle étant fondée sur un calcul mathématique, elle s'applique également à d'autres domaines que la finance : augmentation de salaire ou de revenu, augmentation de prix, croissance d'une production ou d'une population, etc.